# Out of the Cool
Out of the Cool è un album jazz di Gil Evans pubblicato dall'etichetta Impulse! Records nel 1961. Il titolo del disco è un riferimento al celebre LP Birth of the Cool di Miles Davis, che aveva sancito la nascita del cool jazz anni addietro e alla cui realizzazione lo stesso Evans aveva partecipato.

## Tracce
1. La Nevada (Gil Evans) – 15:38
2. Where Flamingos Fly (Brooks, Courlander, Thea) – 5:14
3. Bilbao Song (Brecht, Weill) – 4:13
4. Stratusphunk (Russell) – 8:04
5. Sunken Treasure (Gil Evans) – 4:16

- Tracce 2, 4 & 5 registrate il 18 e 30 novembre 1960; le restanti il 10 e 15 dicembre 1960.

## Musicisti
- Gil Evans – pianoforte
- Johnny Coles – tromba
- Phil Sunkel – tromba
- Keg Johnson – trombone
- Jimmy Knepper – trombone
- Tony Studd – trombone basso
- Bill Barber – tuba
- Ray Beckenstein – sax alto, flauto, ottavino
- Eddie Caine – sax alto, flauto, ottavino
- Budd Johnson – sax tenore, sax soprano
- Bob Tricarico – flauto, ottavino, fagotto
- Ray Crawford – chitarra
- Ron Carter – contrabbasso
- Elvin Jones – batteria
- Charli Persip – batteria